# 聖基爾斯主教座堂 (格拉茨)
格拉茲主教座堂（德語：Grazer Dom），也稱聖基爾斯主教座堂（德語：Dom St. Ägidius），是位於奧地利城市格拉茲的一座教堂，也是天主教格拉茨-塞考教區的主教座堂。教堂修建於1438年至1462年期間，為哥特式建築。

## 外部連結
- 维基共享资源上的相關多媒體資源：Graz Cathedral
- Roman Catholic Diocese of Graz-Seckau (in German)